# Нідерланди на зимових Олімпійських іграх 1964
Нідерланди на зимових Олімпійських іграх 1964 року, які проходили в австрійському місті Інсбрук, була представлена 6 спортсменами (4 чоловіками та 2 жінками) у двох видах спорту: фігурне катання та ковзанярський спорт. Прапороносцем на церемонії відкриття Олімпійських ігор був ковзаняр Ард Схенк.
Нідерланди всьоме взяли участь в зимовій Олімпіаді. Нідерландські спортсмени здобули дві медалі: одну золоту та одну срібну. Збірна Нідерландів зайняла 9 загальнокомандне місце.

## Медалісти
| Медалі за видом спорту | Медалі за видом спорту | Медалі за видом спорту | Медалі за видом спорту | Медалі за видом спорту |
| ---------------------- | ---------------------- | ---------------------- | ---------------------- | ---------------------- |
| Вид                    | 1                      | 2                      | 3                      | Всього                 |
| Ковзанярський спорт    | 0                      | 1                      | 0                      | 1                      |
| Фігурне катання        | 1                      | 0                      | 0                      | 1                      |
| Всього                 | 1                      | 1                      | 0                      | 2                      |

| Медаль | Спортсмен       | Вид спорту          | Дисципліна              |
| ------ | --------------- | ------------------- | ----------------------- |
| Золото | Шаук'є Дейкстра | Фігурне катання     | жіноче одиночне катання |
| Срібло | Кес Веркерк     | Ковзанярський спорт | 1500 м, чоловіки        |

## Ковзанярський спорт
| Дисципліна        | Спортсмен     | Дистанція | Дистанція |
| Дисципліна        | Спортсмен     | Час       | Місце     |
| ----------------- | ------------- | --------- | --------- |
| 1500 м, чоловіки  | Руді Лібрехтс | 2:12.8    | 10        |
| 1500 м, чоловіки  | Ард Схенк     | 2:13.4    | 13        |
| 1500 м, чоловіки  | Кес Веркерк   | 2:10.6    | 2         |
| 5000 м, чоловіки  | Руді Лібрехтс | 7:50.9    | 8         |
| 5000 м, чоловіки  | Петер Ноттет  | 8:26.1    | 34        |
| 5000 м, чоловіки  | Кес Веркерк   | 7:51.1    | 9         |
| 10000 м, чоловіки | Руді Лібрехтс | 16:08.6   | 4         |
| 10000 м, чоловіки | Кес Веркерк   | 16:53.4   | 16        |
| 1000 м, жінки     | Віллі де Бер  | 1:40.1    | 17        |
| 1500 м, жінки     | Віллі де Бер  | 2:34.0    | 16        |
| 3000 м, жінки     | Віллі де Бер  | 5:49.9    | 27        |

## Фігурне катання
| Спортсмен       | Дисципліна                | Обов'язкова програма | Довільна програма | Бали   | Сума місць | Місце        |
| --------------- | ------------------------- | -------------------- | ----------------- | ------ | ---------- | ------------ |
| Воутер Толедо   | чоловіче одиночне катання | не стартував         | –                 | –      | –          | не стартував |
| Шаук'є Дейкстра | жіноче одиночне катання   | 1                    | 1                 | 2018.5 | 9          | 1            |